# Martin Karl
Martin Karl (3 de junio de 1911-1 de marzo de 1942) fue un deportista alemán que compitió en remo.
Participó en los Juegos Olímpicos de Berlín 1936, obteniendo una medalla de oro en la prueba de cuatro sin timonel. Ganó una medalla de oro en el Campeonato Europeo de Remo de 1934.

## Palmarés internacional
| Juegos Olímpicos   | Juegos Olímpicos  | Juegos Olímpicos | Juegos Olímpicos   |
| Año                | Lugar             | Medalla          | Prueba             |
| ------------------ | ----------------- | ---------------- | ------------------ |
| 1936               | Berlín (Alemania) | Medalla de oro   | Cuatro sin timonel |
| Campeonato Europeo |                   |                  |                    |
| Año                | Lugar             | Medalla          | Prueba             |
| 1934               | Lucerna (Suiza)   | Medalla de oro   | Cuatro sin timonel |